# Катастрофа Boeing 707 на Санта-Марії
Катастрофа Boeing 707 на Санта-Марії (також відома як Катастрофа Азорських островів) — велика авіаційна катастрофа, що сталася в середу 8 лютого 1989 року. Пасажирський авіалайнер Boeing 707-331B американської вже неіснуючої авіакомпанії Independent Air виконував чартерний міжконтинентальний рейс IDN 1851 за маршрутом Бергамо — Санта-Марія — Пунта-Кана, але при заході на посадку в аеропорті Санта-Марії на однойменному острові на Азорських островах (Португалія) літак врізався в схил гори Піко-Альто в 7 км від летовища. Загинули всі, хто знаходилися на борту 144 особи (137 пасажирів і 7 членів екіпажу).

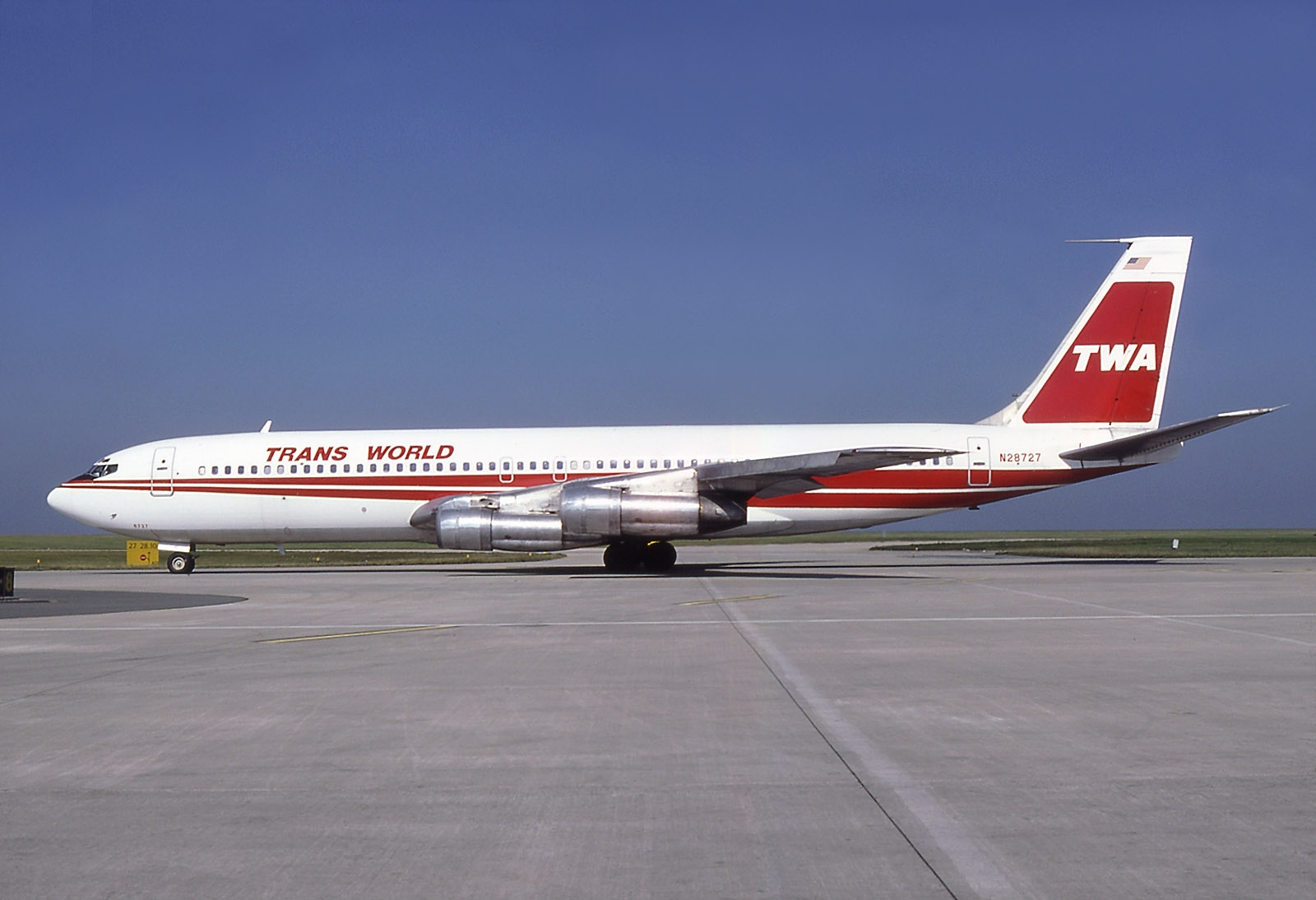
Літак, що зазнав катастрофи в 1980 році (під час ексуплуатації в Trans World Airlines (борт N28727)).

На 2023 рік ця авіакатастрофа залишається найбільшою в історії Португалії.

## Розслідування

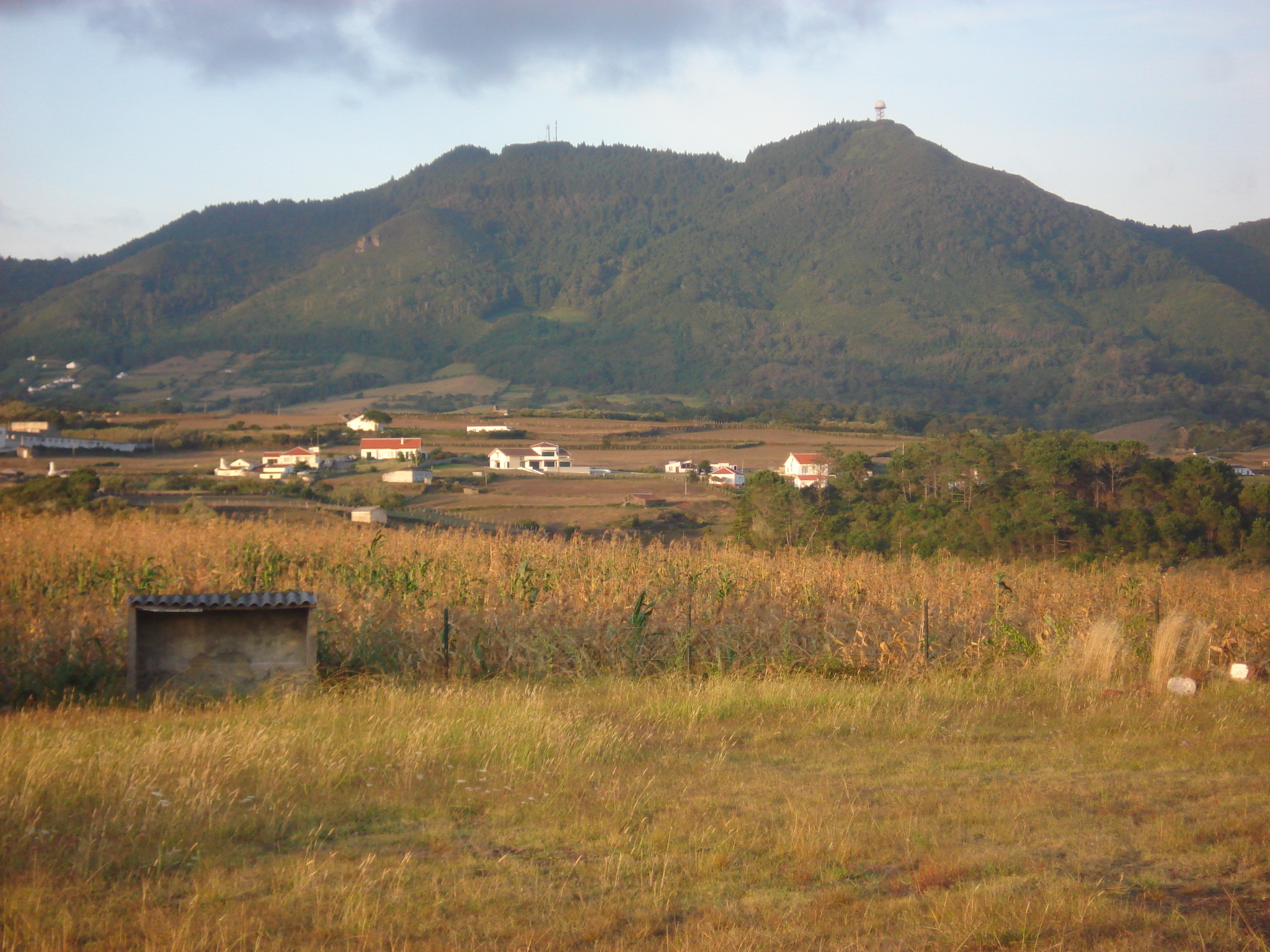
Місце катастрофи (Гора Піко-Альто)

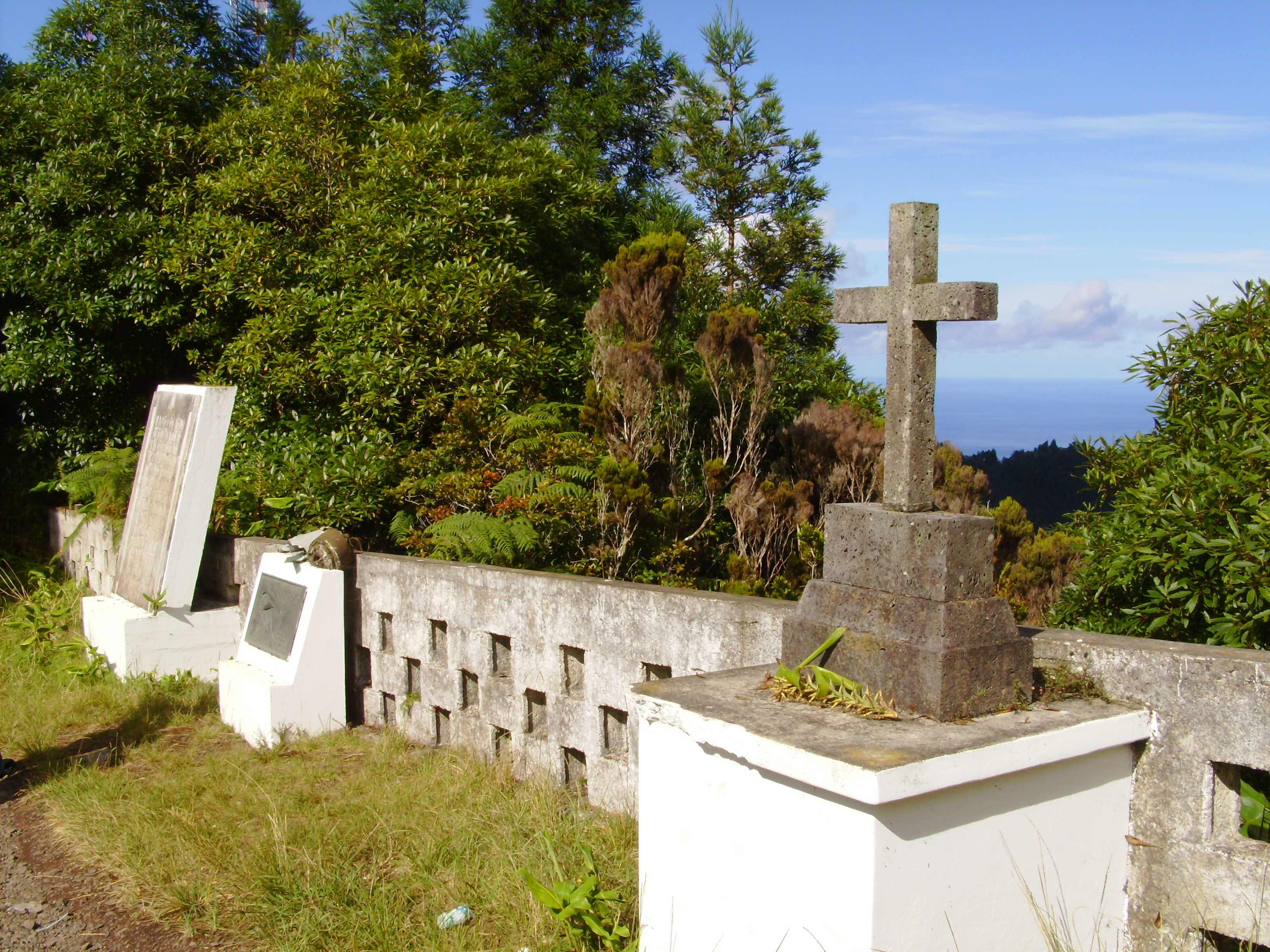
Меморіал рейсу 1851

## Культурні аспекти
Катастрофа рейсу 1851 рейсу Independent Air показана у 23-му сезоні канадського документального телесеріалу «Розслідування авіакатастроф» в епізоді Неточні сигнали.